# غجدوان
غجدوان یا گیج‌دوان یکی از شهرهای ولایت بخارا در ازبکستان است. این شهر از مناطق تاجیک‌نشین ازبکستان به حساب می‌آید.
به نوشتهٔ انساب سمعانی: «غجدوان (گیج‌دوان) قریه‌ای است از قرای بخارا در شش فرسخی آن و در آنجا بازاری است هفته‌ای یک روز، مردم دهات برای خرید و فروش در آنجا گرد می‌آیند.»